# Andrej Ivanovics Boriszenko
Andrej Ivanovics Boriszenko (oroszul: Андрей Иванович Борисенко) (Leningrád, 1964. április 17.–) orosz űrhajós.

## Életpálya
1987-ben szerzett repülőmotor mérnöki diplomát a leningrádi katonai Műszaki Egyetemen (LVMI). 1987-1989 között a haditengerészet polgári alkalmazottja. 1989-től az Energia vállaltnál a Mir-űrállomás speciális ellenőrző csoportjának (LOCT) egyik vezetője.1999-től 2003-ig  az űrállomás és az érkező űreszközök ellenőrzésének műveleti vezetője.
2003. május 29-től részesült űrhajóskiképzésben. A Jurij Gagarin Űrhajós Kiképző Központban részesült kiképzésben. Egy űrszolgálata alatt összesen 164 napot, 41 percet és 19 másodpercet töltött a világűrben.

## Űrrepülések
Szojuz TMA–21 fedélzeti mérnöke/ISS parancsnoka. Összesen 164 napot, 05 órát, 41 percet és 19 másodpercet töltött a világűrben.

### Tartalék személyzet
Szojuz TMA–18 fedélzeti mérnöke.

## Kitüntetések
- Megkapta az Arany Csillag kitüntetést.